# Michael Irby
Pour les articles homonymes, voir Irby.
Michael Clinton Irby, né le 16 novembre 1972, à Palm Springs, Californie (États-Unis), est un acteur américain.

## Biographie
Michael Irby est né le 16 novembre 1972, à Palm Springs, Californie (États-Unis). Il est d'origine africaine du côté de son père et mexicaine du côté de sa mère.
Ses parents sont Ernest et Cindy Irby. Il a deux frères, Ernest Irby III et Jason Irby.

### Vie privée
Il est marié depuis 2005 à Susan Elena Matus. Ils ont un fils, Adison James Bear Irby, né en 2003.

## Filmographie

### Cinéma

#### Longs métrages
- 1997 : Silent Prey de Tom Avitabile : Oniz
- 2001 : Le Dernier Château (The Last Castle) de Rod Lurie : Enrique
- 2001 : Piñero de Barrett Esposito : Luis
- 2001 : Mourning Glory de Leon Ichaso : Reinaldo Povod
- 2003 : Final Draft d'Oren Goldman et Stav Ozdoba : Elijah
- 2003 : Klepto de Thomas Trail : Marco
- 2005 : Flight Plan de Robert Schwentke : Obaid
- 2005 : Once Upon a Wedding de Matia Karrell : Luis
- 2009 : Que justice soit faite (Law Abiding Citizen) de F. Gary Gray : Inspecteur Garza
- 2010 : Faster de George Tillman Jr. : Vaquero
- 2010 : Louis de Dan Pritzker : Robichaux
- 2011 : Fast and Furious 5 (Fast Five) de Justin Lin : Zizi
- 2012 : K-11 de Jules Mann-Stewart : Lieutenant Hernandez
- 2019 : Duke d'Anthony Gaudioso et James Gaudioso : Evelio
- 2022 : La Disparue (Last Seen Alive) de Brian Goodman (en) : Oscar
- 2023 : Fast and Furious 10 (Fast X) de Louis Leterrier : Zizi
- 2024 : Breaking Tradition de Cyril Babu : Josh

### Télévision

#### Séries télévisées
- 1997 : Haine et Passions (Guiding Light) : Roy Meachum
- 1997 / 1999 / 2000 : New York, police judiciaire (Law and Order) : Boca / Diego Garza / John Acosta
- 2002 : MDs : Jaime Lopez
- 2002 : Haunted : Dante
- 2002 : Les Experts : Miami (CSI: Miami) : Ignatio Paez
- 2003 - 2005 : Line of Fire : Amiel Macarthur
- 2004 / 2011 : Les Experts : Manhattan (CSI: NY) : Eduardo / Kenny Hexton
- 2006 - 2009 : The Unit : Commando d'élite (The Unit) : Charles Grey
- 2009 : Raising the Bar : Justice à Manhattan (Raising the Bar) : Wilfredo Villamaria
- 2010 : NCIS : Los Angeles : Montrell Perez
- 2010 : 24 heures chrono (24) : Adrion Bishop
- 2010 : Lie to Me : Ronnie Bacca
- 2011 : The Protector : Roberto Casas
- 2011 : The Good Wife : Ricky Packer
- 2011 : Chase : Agent Felix Perez
- 2011 : The Cape : Tommy Malinari
- 2011 : Suspect numéro 1 : New York (Prime Suspect) : Brazie, agent du FBI
- 2011 : Bones : Un homme qui attend au bowling
- 2012 : Wes et Travis (Common Law) : Jason
- 2012 : Les Experts (CSI: Crime Scene Investigation) : Adrian Flores
- 2012 : Mentalist (The Mentalist) : Beltran
- 2012 : Person of Interest : Fermin Ordoñez
- 2012 : The Finder : Détective Quinones
- 2013 : Castle : Shane Winters
- 2013 : Elementary : Xande Diaz
- 2013 : Vegas : Eddie Bade
- 2013 : Hawaii 5-0 (Hawaii Five-O) : Rafael Salgado
- 2013 : Esprits criminels (Criminal Minds) : Cesar Jones
- 2013 : The Glades : Steven Gomez alias Stefan Szabo
- 2013 - 2014 : Almost Human : Détective Richard Paul
- 2014 : State of Affairs : Eric Markey
- 2014 : Stalker : Silas Martin
- 2014 : The Lottery : Le frère de Vanessa
- 2015 : True Detective : Inspecteur Elvis Ilinca
- 2015 : Rosewood : Agent Giordano
- 2015 : Les Experts : Cyber (CSI: Cyber) : Capitaine David Ortega
- 2015 : Following (The Following) : Andrew Sharp
- 2015 : Halt and Catch Fire : Bernie
- 2015 : Rizzoli and Isles : Détective Oscar Acedo
- 2015 : The Player : Javier Cruz
- 2017 : Taken : Scott
- 2017 : SEAL Team : Adam Seaver, entraineur de l'équipe green des SEAL
- 2018 - 2023 : Mayans M.C. : Obispo Losa
- 2018 - 2023 : Barry : Cristobal Sifuentes
- 2020 - 2021 : The Expanse : Amiral Félix Delgado
- 2024 : Lopez contre Lopez (Lopez vs. Lopez) : Père Ramirez

## Voix françaises
| - Nessym Guetat dans (les séries télévisées) : - The Unit : Commando d'élite - Mentalist - FBI : Duo très spécial - The Glades - Rizzoli and Isles - The Finder - Person of Interest - Elementary - Vegas - Loïc Houdré dans (les séries télévisées) : - NCIS : Los Angeles - Hawaii 5-0 - Chase - Almost Human - The Following - Stalker - Renaud Marx dans (les séries télévisées) : - Line of Fire - Les Experts : Manhattan - Les Experts - Castle - State of Affairs | - Serge Faliu dans : - Esprits criminels (série télévisée) - Le Dernier Château - The Player (série télévisée) - Les Experts : Cyber (série télévisée) - Jérémie Covillault dans (les séries télévisées) : - True Detective - Taken - SEAL Team Et aussi - Cyrille Monge dans Lie to Me (série télévisée) - Philippe Bozo dans Que justice soit faite - Éric Marchal dans Suspect numéro un New York (série télévisée) - Boris Rehlinger dans Barry (série télévisée) - David Krüger dans Mayans M.C. (série télévisée) - Alain Eloy (Belgique) dans La Disparue |